# Editorial Calpe
La Compañía Anónima de Librería y Publicaciones Españolas (CALPE) va ser una empresa editora espanyola fundada per Nicolás María de Urgoiti al juny de 1918. Va funcionar fins a desembre de 1925 quan es va fusionar amb Editorial Espasa per formar Editorial Espasa-Calpe.
Va tenir com a assessors Manuel García Morente, com a director de la "Colección universal", José Ortega y Gasset de la "Biblioteca de ideas del siglo XX", Manuel Bartolomé Cossío, Juan Dantín Cereceda, i Santiago Ramón y Cajal. Al seu catàleg de 1923 presentava aproximadament 1.300 títols, dels quals 900 eren de contingut científic i literari.
Va publicar el Diccionario del español hablado en ambos mundos (1918), sota l'edició de Ramón Menéndez Pidal.